# Pomona, Kalifornien
Pomona är en stad i Los Angeles County i Kalifornien i USA. Den är belägen i den västra delen av Pomona Valley, i "Inland Empire" - regionen öster om San Jose/Puente Hills. Staden kan också anses som en del av San Gabriel Valley och gränsar till San Bernardino County.
Vid folkräkningen 2000 hade staden en befolkning på 149 473 personer och 2005 beräknades befolkningen till 160 815 personer. Pomona är den femte största staden i Los Angeles County och ingår i Los Angeles storstadsområde.

## Kända personer
- Mark McGwire, basebollspelare
- Jessica Alba, skådespelerska
- Bob Seagren, friidrottare, olympisk guldmedaljör
- Tom Waits, musiker